# Wacław Olak
Wacław Czesław Olak (ur. 17 sierpnia 1927 w Warszawie, zm. 7 marca 2017) – polski inżynier, poseł na Sejm III kadencji.

## Życiorys
Syn Aleksandra i Anny. Z wykształcenia inżynier. Ukończył w 1956 na jednej z akademii w Moskwie studia na kierunku eksploatacja samolotów. Był zawodowym wojskowym, dosłużył się stopnia pułkownika. Należał do Stowarzyszenia Seniorów Lotnictwa Wojskowego Rzeczypospolitej Polskiej.
W wyborach parlamentarnych w 1997 kandydował z ramienia SLD w okręgu warszawskim, mandat poselski uzyskał z ogólnopolskiej listy wyborczej. W trakcie pracy w parlamencie zasiadał w Komisji Odpowiedzialności Konstytucyjnej, Komisji Rodziny (do 1998) i Komisji Obrony Narodowej (od 1998). W 2001 nie ubiegał się o reelekcję.